# علم أباد (أيل تيمور)
علم أباد (بالفارسية: علم‌آباد) هي قرية تقع في إيران في أذربيجان الغربية. يقدر عدد سكانها بـ 101 نسمة .